# 13 Eerie
Pour plus de détails, voir Fiche technique et Distribution.
13 Eerie est un film canadien réalisé par Lowell Dean, sorti en 2013.

## Synopsis
Six étudiants en médecine légale doivent passer un examen pratique sur l'île déserte d'Eerie Strait où des prisonniers à vie ont été détenus et leurs corps laissés sur place. Leur professeur les répartir par paires et les surveille via la vidéo. Ils ignorent que l'île a servi de terrain d'expériences biologiques menées sur les prisonniers et vont être confrontés à des zombies.

## Fiche technique
- Réalisation : Lowell Dean
- Scénario : Christian Piers Betley
- Photographie : Mark Dobrescu
- Montage : Jacqueline Carmody
- Musique : Igor Vrabac et Ken Worth
- Sociétés de production : Don Carmody Productions et Minds Eye Entertainment
- Pays d'origine :  Canada
- Langue originale : anglais
- Genre : horreur
- Durée : 87 minutes
- Dates de sortie : 
  -  Canada : 2 avril 2013

## Distribution
- Katharine Isabelle : Megan
- Michael Shanks : le professeur Tomkins
- Brendan Fehr : Daniel
- Brendan Fletcher : Josh
- Nick Moran : Larry
- Jesse Moss : Patrick
- Kristie Patterson : Kate
- Michael Eisner : Rob
- Lyndon Bray : le capitaine Veneziano

## Accueil  critique
Le film recueille des critiques allant généralement de plutôt favorables, à négatives,, les critiques reprochant au film son scénario médiocre et ses personnages stéréotypés mais saluant la qualité des maquillages et des effets spéciaux ainsi que l'interprétation de Katharine Isabelle.